# Ludovica Molo
Ludovica Molo Könz (n. 1968) es una arquitecta y profesora universitaria suiza.

## Biografía
Graduada en Arquitectura en el Escuela Politécnica Federal de Zúrich, fue tutora en la Escuela Politécnica Federal de Lausana y en la Academia de Arquitectura de Mendrisio de la Universidad de la Suiza Italiana, así como directora de programa al 'SCI-Arc Vico Morcote'. Desde 1998 hasta 2009 fue copropietaria de la asociación 'Konz-Molo' en Lugano. El alojamiento para los estudiantes de la 'Accademia di Architettura' de Mendrisio se encuentra entre sus proyectos más reconocidos.
Ludovica Molo es directora del «I2a Instituto Internacional de arquitectura», que se centra en la investigación en el campo de la arquitectura y el diseño urbano desde 1983. Es socia del estudio «We architects» en Lugano, que fundó en 2010 con Felix Wettstein. Ambos conjuntamente están al frente de la asignatura Arquitectura y Estructura en el máster de Artes en Arquitectura en la Universidad de Artes y Ciencias Aplicadas de Lucerna. Desde 2009, Molo es también miembro del 'Stadtbildkomission' de la ciudad de Berna.
Ha editado The other modern movement, de Kenneth Frampton, fue obra invitada a la Cuarta Semana de la Arquitectura Internacional de Belgrado en 2009 y es miembro del comité de expertos del Premio Europeo del Espacio Público Urbano desde la edición 2016.